# Thomas Martinot-Lagarde
 (juillet 2013).
Si vous disposez d'ouvrages ou d'articles de référence ou si vous connaissez des sites web de qualité traitant du thème abordé ici, merci de compléter l'article en donnant les références utiles à sa vérifiabilité et en les liant à la section « Notes et références ».
Pour les articles homonymes, voir Martinot-Lagarde et TML.
Thomas Martinot-Lagarde (parfois abrégé TML), né le 7 février 1988 à Saint-Maur-des-Fossés, est un athlète français, spécialiste des haies.
Il est le frère aîné de Pascal Martinot-Lagarde, lui aussi hurdleur de haut niveau.

## Biographie
Thomas Martinot-Lagarde devient vice-champion de France de 110 m haies en 2010. Il lui faudra attendre 2013 avant de remonter sur le podium national, à la première place cette fois-ci.
En août 2013 lors des Championnats du monde d'athlétisme à Moscou, Thomas Martinot-Lagarde parvient à se qualifier pour la finale du 110 m haies, qu'il termine à la 7e place en 13 s 42, à 18 centièmes du podium.
En 2017, TML décide de se consacrer aux 400 m haies, son épreuve favorite. Cette décision intervient après deux ans de pépins physiques à la cheville et une envie qu'il a depuis ses débuts en athlétisme (1996) avec comme idole de la discipline, Stéphane Diagana et Félix Sánchez.

## Palmarès

### International
| Date | Compétition                           | Lieu               | Épreuve     | Résultat | Temps   |
| ---- | ------------------------------------- | ------------------ | ----------- | -------- | ------- |
| 2005 | Festival olymp. de la jeunesse europ. | Lignano Sabbiadoro | 110 m haies | 3e       | 13 s 96 |
| 2005 | Festival olymp. de la jeunesse europ. | Lignano Sabbiadoro | 4 × 100 m   | 3e       | 41 s 89 |
| 2009 | Jeux de la Francophonie               | Beyrouth           | 110 m haies | 7e       | 14 s 61 |
| 2013 | Jeux Méditerranéens                   | Mersin             | 110 m haies | 2e       | 13 s 48 |
| 2013 | Championnats du monde                 | Moscou             | 110 m haies | 7e       | 13 s 42 |

### National
| Date | Compétition                    | Lieu       | Épreuve     | Résultat | Temps   |
| ---- | ------------------------------ | ---------- | ----------- | -------- | ------- |
| 2008 | Championnats de France espoirs | Vénissieux | 110 m haies | 3e       | 14 s 32 |
| 2010 | Championnats de France         | Valence    | 110 m haies | 2e       | 13 s 56 |
| 2010 | Championnats de France espoirs | Niort      | 110 m haies | 1er      | 13 s 99 |
| 2013 | Championnats de France         | Paris      | 110 m haies | 1er      | 13 s 30 |

## Records
| Épreuve     | Performance   | Lieu        | Date           |
| ----------- | ------------- | ----------- | -------------- |
| 110 m haies | 13 s 26       | Saint-Denis | 6 juillet 2013 |
| 200 m haies | 25 s 14 (NMR) | Versailles  | 15 juin 2003   |